# Karl Senne

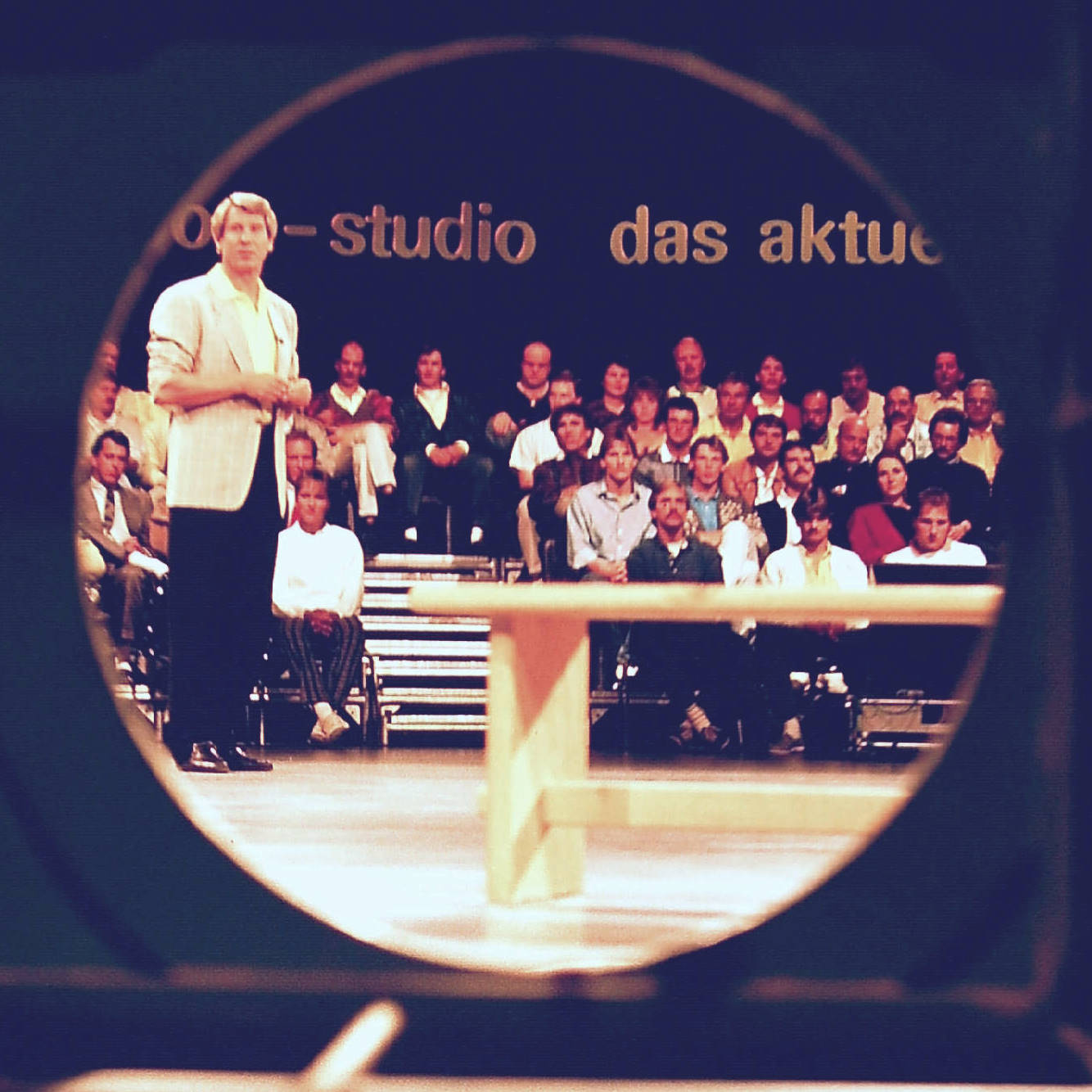
Karl Senne, das aktuelle sportstudio, 1986

Karl Senne (* 26. Oktober 1934 in Petershagen; † 15. August 2022) war ein deutscher Fernsehmoderator, Sportjournalist und ZDF-Sportreporter.

## Tätigkeiten
Senne machte seinen Abschluss als Diplom-Sportlehrer an der Sporthochschule Köln. 1962 fing er beim ZDF an. 1971 wurde er Leiter der Redaktion Sportinformation und 1973 Leiter der Redaktion Das aktuelle Sportstudio Senne war spezialisiert als Leichtathletikreporter. Er moderierte auch die ZDF-Sendungen Der Sport-Spiegel und Die Sport-Reportage. Von 1981 bis 1992 moderierte Senne Das aktuelle Sportstudio sowie die Sendung Telemotor und einige Ausgaben von Pfiff, dem „Sportstudio für Jugendliche“ im ZDF. 1989 wurde er als Nachfolger von Dieter Kürten Sportchef des ZDF. Senne war maßgeblich an den Verhandlungen über die öffentlich-rechtlichen Übertragungen für zahlreiche Großveranstaltungen im Bereich Sport beteiligt. 1991 sandte er in seiner Funktion als Sportchef des ZDF die spätere ständige Moderatorin und ehemalige Schwimmerin Kristin Otto als Co-Kommentatorin zu den Schwimmweltmeisterschaften nach Australien.
Nach seinem Ausscheiden beim Aktuellen Sportstudio 1992 sollte Senne nach dem Willen Wim Thoelkes (Ex-Moderator des Sportstudios) dessen Show Der Große Preis im ZDF fortführen. Andere Meinungen innerhalb der Fernsehanstalt führten jedoch dazu, dass die beiden Kandidaten Thoelkes (neben Senne noch Kurt Felix) von der Programmdirektion verworfen wurden und man sich für Hans-Joachim Kulenkampff als Nachfolger Thoelkes entschied. Senne kehrte der Fernsehlandschaft den Rücken und arbeitete seither hinter den Kulissen. Er galt als ausgewiesener Kenner der nationalen und internationalen Motorsportszene und Experte für Medien und TV-Recht sowie Sportentertainment. In seiner Freizeit betrieb er Segelfliegen.
Sein Sohn Stefan ist leidenschaftlicher Segelflieger und Segelfluglehrer, dem 2011 ein Rekordflug gelang. Dessen Frau Katrin wurde zweimal Segelflug-Weltmeisterin (2007 in der 15-m-Klasse und 2017 in der 18-m-Klasse).
Senne starb am 15. August 2022 im Alter von 87 Jahren.

## Preise und Auszeichnungen
Karl Senne wurde bei der Verleihung der Goldenen Kamera 1989 der dritte Platz in der Kategorie Sportreporter zugesprochen.